# Матвеев, Александр Павлович (врач)
Алекса́ндр Па́влович Матве́ев (1816—1882) — русский акушер-гинеколог, заслуженный профессор, декан медицинского факультета и ректор киевского университета Св. Владимира (1865—1871 и 1875—1878). Тайный советник.

## Биография
Сын орловского помещика Павла Васильевича Матвеева родился в родовом имении в Орловской губернии 20 апреля (2 мая) 1816 года.
Воспитывался в Московском дворянском университетском пансионе. В 1841 году окончил со степенью лекаря 1-го отделения медицинский факультет Московского университета и в течение года работал в московской Екатерининской больнице; затем за свой счёт отправился за границу, где в течение двух лет занимался у Кивиша, Негеле, а также у В.-Г. Буша, который рекомендовал его российскому министру народного просвещения С. С. Уварову. После прочтения пробной лекции в Санкт-Петербурге Матвеев был назначен в 1844 году исполняющим должность адъюнкта по кафедре акушерства, женских и детских болезней киевского университета Св. Владимира.
В 1847 году получил в Киеве степень доктора медицины за диссертацию «De morbis puerperalis» и был назначен экстраординарным профессором; с 10 декабря 1848 года — ординарный профессор. До конца жизни заведовал основанной им в 1844 году кафедрой акушерства, женских и детских болезней.
Имел дом в Киеве и 1650 десятин земли в Киевской губернии. С 27 ноября 1864 года — действительный статский советник.
Декан медицинского факультета (1862—1865), проректор (02.04—09.09.1865, 1872—1875), ректор (1865—1871, 02.05.1875—1878) университета Св. Владимира. Заслуженный профессор с 14 июня 1869 года; с 1 января 1877 года — тайный советник.
Печатные труды: «Руководство к повивальному искусству для повивальных бабок» (Киев, 1853; 3-е изд. — Киев, 1870), «Курс акушерства» (3 ч., Киев, 1861; 2-й изд. — 1861) — одно из первых оригинальных русских сочинений по акушерству.
Умер в Киеве 23 мая (4 июня) 1882 года.

## Награды
- орден Св. Анны 3-й ст. (1847)
- орден Св. Анны 2-й ст. (1852; императорская корона к ордену —1857)
- орден Св. Владимира 3-й ст. (1867)
- орден Св. Станислава 1-й ст. (1869)
- орден Св. Анны 1-й ст. (1874)
- Св. Владимира 2-й ст. (1880)

## Семья
Летом 1841 года в соседней с родовым имением Матвеевых усадьбе Новосёлки (принадлежала Афанасию Шеншину, двоюродному брату его отца) познакомился с немкой Каролиной Фет (1819-1877), сестрой поэта Афанасия Фета. В 1844 году вступил с ней в брак, но вскоре оставил её ради другой женщины. Лишь за 2 года до смерти Каролина вернулась из Германии и воссоединилась с мужем.